# 湛江市
湛江市（邮政式拼音：、，粤语拼音：zaam3gong1），简称湛，别称港城，旧称广州湾（Kwangchowan），是中华人民共和国广东省下辖的地级市，广东省域副中心城市，北部湾 及粤西城镇群中心城市。地处中国大陆最南端的雷州半岛，广东、广西、海南三省（区）交汇处，东北邻茂名市，西北接广西壮族自治区玉林市、北海市，东濒南海，南隔琼州海峡与海南岛相望，西临北部湾。市人民政府驻赤坎区跃进路67号。
湛江市的徐闻古港，是汉代海上丝绸之路最早始发港。 湛江历史代表文化为雷州文化，部分地区亦受高凉文化影响。
湛江在1899年曾为法国租借地而正式开埠通商。作为中国大陆通往东南亚、中东、欧洲、非洲和大洋洲海上航程最短的口岸，湛江是中国东南沿海重要的港口城市及全国性综合交通枢纽，中国首批沿海开放城市，海军南海舰队司令部所在地。

## 历史
经专家研究论证，今遂溪县江洪镇的鲤鱼墩贝丘遗址是距今7000年至8000年前新石器时代的人类居住遗址，是雷州半岛最早有人类居住的地方。春秋战国时期，今湛江辖地为百越境。秦屬象郡。汉元鼎六年（前111年），南部徐闻、雷州、遂溪属交趾部徐闻县；北部吴川、廉江分属交趾部高凉县和合浦县。以后，南部三县先后属交州、越州、合州、南合州、东合州。唐贞观八年（634年），改东合州为雷州，统管雷州半岛三县，直至清代；北部吴川、廉江先后属广州、罗州、化州，至明清属高州。
1899年11月，法國政府與清政府签订《中法互订广州湾租界条约》，将雷州府遂溪县、高州府吴川县两县所属部分陆地、岛屿以及两县间的麻斜海湾（今湛江港）划为法国租借地，统称“广州湾”，划入法属印度支那联邦范围，设广州湾行政总公使署，受法屬印度支那總督管辖。1943年2月，太平洋戰爭時期，被日本軍隊佔領。
1945年10月19日，中法交接广州湾仪式在原法国驻广州湾公使署举行，法国人统治47年的广州湾正式交回中国，以原范围划设市治，定名“湛江市”。1946年2月15日，成立湛江市政府，为广东省辖市。

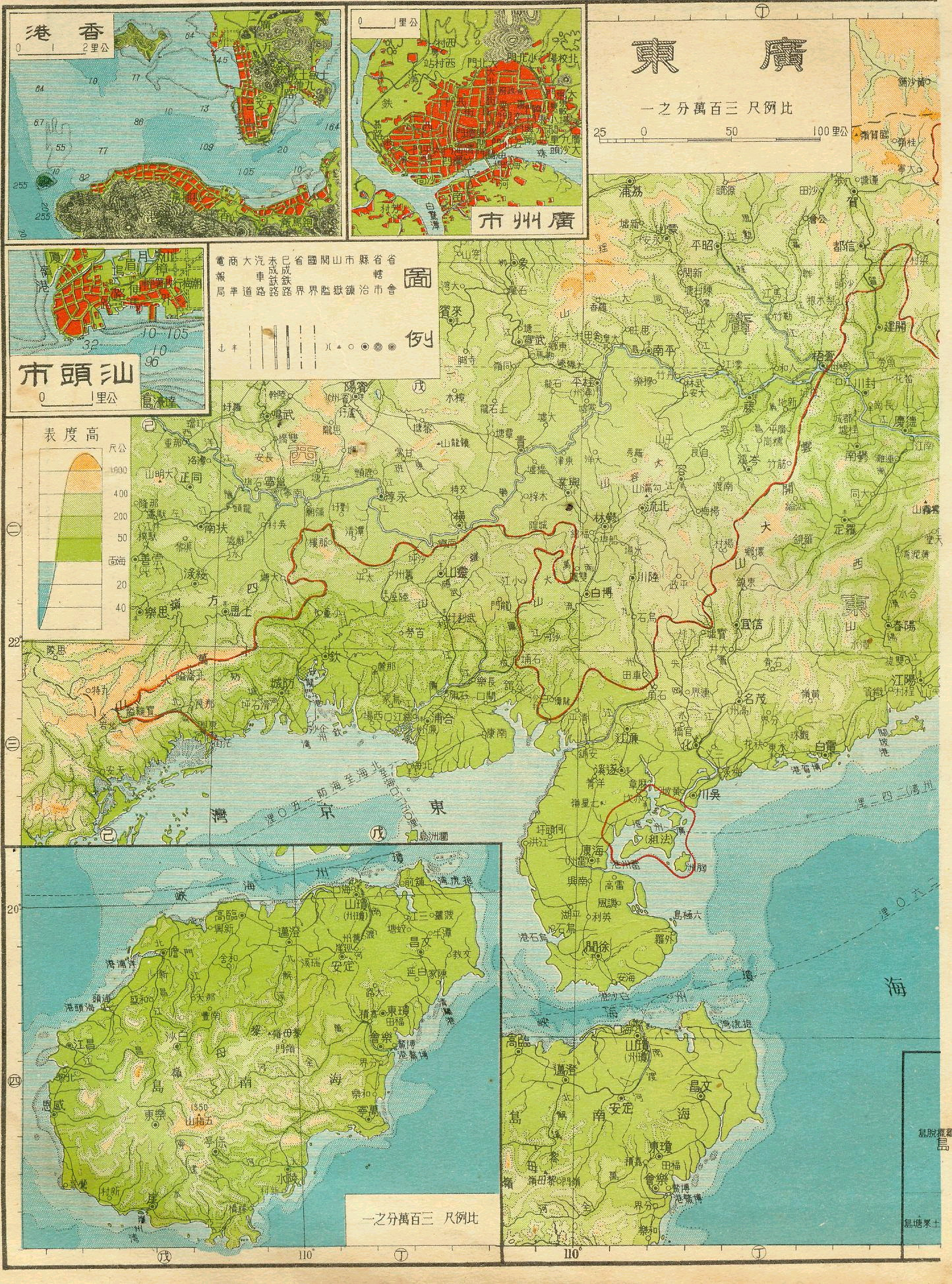
1935版湛江全圖

中华人民共和国成立后，先后归属粤西区行政公署、湛江专员公署、湛江地区行政专员公署，湛江地区机关设于赤坎，湛江市行政机关设于霞山。1952年11月，将东海岛、硇洲岛划出，成立东海县，12月改名为雷东县，后将南三岛、特呈岛划入雷东县。1958年11月，撤销雷东县，并入湛江市郊区。1959年，吴川县坡头区、龙头区和遂溪县麻章区划入市郊区。1983年9月，湛江地区与湛江市合并为湛江市，实行市领导县体制，中共湛江市委员会、湛江市人民政府驻赤坎区。1984年9月，由郊区划出五区两乡，成立市辖区坡头区。1994年，湛江市郊区正式更名为麻章区。

## 地理

### 地形地貌
湛江所辖五县四区均面向海洋，海岸线总长2023.6公里，其中大陆海岸线1243.7公里、岛岸线779.9公里。陆地大部分由半岛和岛屿组成，多为平原和台地。地势大致是中轴高两侧低，南北高中间低。北部低丘陵区以海拔80-250米的低丘陵为主，有湛江最高点双峰嶂（海拔384米）。中部为半岛缓坡台地，三面临海。沿海以河流冲积的滨海平原为主，岛屿众多，主要岛屿有东海岛、南三岛、硇洲岛、特呈岛等。湛江土壤以红壤居多，因此有“红土地”之称。其分布大体是北纬20°40′以南地区为砖红壤，占土地总面积一半以上，是该市最主要的土壤类型；北纬20°40′以北地区为赤红壤；沿海地区为海滨沙土、滨海盐渍沼泽土和滨海盐土；九洲江和鉴江沿岸两侧为潮沙泥土。

### 气候
湛江大部属热带季风气候，北部属于亚热带季风气候，雨季主要集中於5到9月。氣候與臺北市極相似，冬季平均高溫約19-20度，低溫約14度。夏季平均高溫約32-34度，低溫约26度。 
| 湛江市气象数据（1981年至2010年）             | 湛江市气象数据（1981年至2010年） | 湛江市气象数据（1981年至2010年） | 湛江市气象数据（1981年至2010年） | 湛江市气象数据（1981年至2010年） | 湛江市气象数据（1981年至2010年） | 湛江市气象数据（1981年至2010年） | 湛江市气象数据（1981年至2010年） | 湛江市气象数据（1981年至2010年） | 湛江市气象数据（1981年至2010年） | 湛江市气象数据（1981年至2010年） | 湛江市气象数据（1981年至2010年） | 湛江市气象数据（1981年至2010年） | 湛江市气象数据（1981年至2010年） |
| 月份                                         | 1月                              | 2月                              | 3月                              | 4月                              | 5月                              | 6月                              | 7月                              | 8月                              | 9月                              | 10月                             | 11月                             | 12月                             | 全年                             |
| -------------------------------------------- | -------------------------------- | -------------------------------- | -------------------------------- | -------------------------------- | -------------------------------- | -------------------------------- | -------------------------------- | -------------------------------- | -------------------------------- | -------------------------------- | -------------------------------- | -------------------------------- | -------------------------------- |
| 历史最高温 °C（°F）                          | 27.4 (81.3)                      | 30.8 (87.4)                      | 36.0 (96.8)                      | 36.2 (97.2)                      | 37.7 (99.9)                      | 36.8 (98.2)                      | 37.2 (99.0)                      | 38.1 (100.6)                     | 35.5 (95.9)                      | 33.3 (91.9)                      | 33.3 (91.9)                      | 29.2 (84.6)                      | 38.1 (100.6)                     |
| 平均高温 °C（°F）                            | 19.6 (67.3)                      | 19.7 (67.5)                      | 22.6 (72.7)                      | 26.8 (80.2)                      | 30.2 (86.4)                      | 32.0 (89.6)                      | 32.4 (90.3)                      | 32.3 (90.1)                      | 31.1 (88.0)                      | 29.0 (84.2)                      | 25.5 (77.9)                      | 21.6 (70.9)                      | 26.9 (80.4)                      |
| 日均气温 °C（°F）                            | 16.2 (61.2)                      | 16.7 (62.1)                      | 19.6 (67.3)                      | 23.8 (74.8)                      | 27.0 (80.6)                      | 28.7 (83.7)                      | 29.1 (84.4)                      | 28.8 (83.8)                      | 27.6 (81.7)                      | 25.4 (77.7)                      | 21.7 (71.1)                      | 17.6 (63.7)                      | 23.5 (74.3)                      |
| 平均低温 °C（°F）                            | 13.8 (56.8)                      | 14.7 (58.5)                      | 17.5 (63.5)                      | 21.7 (71.1)                      | 24.6 (76.3)                      | 26.3 (79.3)                      | 26.6 (79.9)                      | 26.2 (79.2)                      | 25.0 (77.0)                      | 22.7 (72.9)                      | 18.7 (65.7)                      | 14.7 (58.5)                      | 21.0 (69.9)                      |
| 历史最低温 °C（°F）                          | 5.2 (41.4)                       | 3.8 (38.8)                       | 4.8 (40.6)                       | 11.5 (52.7)                      | 15.2 (59.4)                      | 18.6 (65.5)                      | 22.7 (72.9)                      | 21.5 (70.7)                      | 17.2 (63.0)                      | 13.6 (56.5)                      | 6.2 (43.2)                       | 3.6 (38.5)                       | 3.6 (38.5)                       |
| 平均降水量 mm（）                            | 25.4 (1.00)                      | 43.8 (1.72)                      | 58.0 (2.28)                      | 129.9 (5.11)                     | 209.7 (8.26)                     | 261.7 (10.30)                    | 221.1 (8.70)                     | 316.7 (12.47)                    | 241.2 (9.50)                     | 111.9 (4.41)                     | 42.7 (1.68)                      | 28.6 (1.13)                      | 1,690.7 (66.56)                  |
| 平均相對濕度（％）                           | 80                               | 87                               | 88                               | 87                               | 84                               | 82                               | 81                               | 82                               | 80                               | 77                               | 74                               | 74                               | 81                               |
| 来源1：中国气象数据网                        |                                  |                                  |                                  |                                  |                                  |                                  |                                  |                                  |                                  |                                  |                                  |                                  |                                  |
| 来源2：中国天气网（1971−2000年间的降水天数） |                                  |                                  |                                  |                                  |                                  |                                  |                                  |                                  |                                  |                                  |                                  |                                  |                                  |

## 政治

### 现任领导
| 机构     | · 中国共产党 · 湛江市委员会 | 湛江市人民代表大会 常务委员会 | 湛江市人民政府     | · 中国人民政治协商会议 · 湛江市委员会 |
| 职务     | 书记                        | 主任                          | 市长               | 主席                                  |
| -------- | --------------------------- | ----------------------------- | ------------------ | ------------------------------------- |
| 姓名     | 余钢                        | 余钢                          | 李勇毅             | 李多民                                |
| 民族     | 汉族                        | 汉族                          | 汉族               | 汉族                                  |
| 籍贯     | 广东省丰顺县                | 广东省丰顺县                  | 广东省清远市       | 甘肃省民勤县                          |
| 出生日期 | 1969年4月（56歲）           | 1969年4月（56歲）             | 1973年11月（51歲） | 1966年3月（59歲）                     |
| 就任日期 | 2024年10月                  | 2024年10月                    | 2025年3月          | 2022年1月                             |

### 历任领导
| 市委书记 - 温戈（1983年7月－1985年4月） - 王冶（1985年4月－1992年12月） - 陈同庆（1992年12月－1998年7月） - 周明理（1998年10月－2002年3月） - 邓维龙（2002年3月－2005年8月） - 徐少华（2005年8月－2008年4月） - 陈耀光（2008年6月－2011年2月） - 刘小华（2011年2月－2016年3月） - 魏宏广（2016年3月－2017年3月） - 郑人豪（2017年3月－2021年5月） - 刘红兵（2021年5月－2024年10月） - 余钢（2024年10月－） | 市长 - 滕义发（1983年7月－1987年11月） - 郑志辉（1987年11月－1993年5月） - 庄礼祥（1993年9月－1998年1月） - 周镇宏（1998年2月－2002年4月） - 徐少华（2002年4月－2005年8月） - 陈耀光（2005年8月－2008年6月） - 阮日生（2008年7月－2011年8月） - 王中丙（2011年8月－2017年4月） - 姜建军（2017年4月－2020年9月） - 曾进泽（2020年9月－2025年2月） - 李勇毅（2025年3月－） |

### 行政区划
湛江市现辖4个市辖区、2个县，代管3个县级市。
- 市辖区：赤坎区、霞山区、坡头区、麻章区
- 县级市：廉江市、雷州市、吴川市
- 县：遂溪县、徐闻县

此外，湛江市还设立以下经济管理区：湛江经济技术开发区、湛江奋勇高新技术产业开发区。

## 人口
根据2020年第七次全国人口普查，全市常住人口为6,981,236人。同第六次全国人口普查的6,994,832人相比，十年共减少了13,596人，下降0.19%，年平均增长率为-0.02%。其中，男性人口为3,640,165人，占总人口的52.14%；女性人口为3,341,071人，占总人口的47.86%。总人口性别比（以女性为100）为108.95。0－14岁的人口为1,820,622人，占总人口的26.08%；15－59岁的人口为3,988,641人，占总人口的57.13%；60岁及以上的人口为1,171,973人，占总人口的16.79%，其中65岁及以上的人口为832,753人，占总人口的11.93%。居住在城镇的人口为3,173,464人，占总人口的45.46%；居住在乡村的人口为3,807,772人，占总人口的54.54%。
2021年末，湛江市常住人口703. 09万人，比上年末增加5.02万人，其中城镇常住人口326.66万人，占常住人口比重（常住人口城镇化率） 46. 46%，比上年末提高1.0个百分点。

### 民族
全市常住人口中，汉族人口为6,936,010人，占99.35%；各少数民族人口为45,226人，占0.65%。与2010年第六次全国人口普查相比，汉族人口减少24,023人，下降0.35%，占总人口比例下降0.15个百分点；各少数民族人口增加10,427人，增长29.96%，占总人口比例增加0.15个百分点。

## 语言
湛江是广东省内語言最为复杂的市，主要有黎话（即雷州话，属闽语）、湛江白话（属粤语）以及哎話（屬客家語）。其中说雷州话的人数最多，集中在原雷州府属三县周边县城农村郊区；霞山赤坎两区則以湛江白话为多。法屬廣州灣時期，法語曾為湛江的官方語言，但現今不再流行，只有少數接受過法文教育的老人能通曉法語。近年來普通話在湛江也頗為流行。
雷州話（属闽语）還细分為：雷城话、徐闻音、海康音、遂溪音、廉江音、郊区音，现在雷州話以雷城话为代表。湛江白话（属粤语）也细分为：湛江市区白话、吴川白话、梅菉白话、廉江白话、遂溪白话、龙头塘蓬白话等。

## 经济
| 时间（年） | 全市GDP（亿元） | 經濟增長速度（%） | 人均GDP（元） |
| ---------- | --------------- | ----------------- | ------------- |
| 2005       | 608.16          | 11                | 9836          |
| 2006       | 770             | 12.8              | 11511         |
| 2007       | 892.56          | 13.0              | 13221         |
| 2008       | 1050            | 10.1              | 15300         |
| 2009       | 1156.17         | 10.6              | 16645         |
| 2010       | 1406            | 14.2              | 20142         |
| 2011       | 1650            | 13                | 23605         |

湛江（广州湾）自1899年开埠以来，凭借得天独厚的地理位置，由边陲的小圩镇发展成商业活动兴盛的港口城市。在抗日战争时期，湛江一度成为全国唯一对外开放的沿海口岸。直至20世纪70年代，湛江是广东除省会广州以外的第二大城市，港口、铁路、机场等基建设施齐备。
改革开放后，1984年5月4日，湛江被列为中国首批沿海开放城市。在20世纪80年代到90年代初，珠三角地区引进外资发展「三来一补」加工制造的同时，1985年到1992年，湛江开展“两水一牧”（水产、水果、畜牧业）发展战略，将发展重心放在农业上，此举巩固了湛江「广东农业大市」的地位，却因此错失了招商引资发展工业的黄金时期。1992年，湛江提出「依托大港口、发展大工业、促进大流通、形成大发展」的四大方针，由原湛江家电公司改组而成的广东半球集团和由原国营湛江机械厂改组而成、被称为「粤西骏马」的三星汽车公司盛行一时，产品一度畅销全国。“9898”湛江特大走私受贿案为湛江经济带来沉重打击，经济总量由全省前列滑落到中游位置。2003年，湛江再次提出“工业立市，以港兴市”，大力发展重化工业，在东海岛建设产业园区，将钢铁、石化、造纸作为湛江三大主导产业。

### 农业

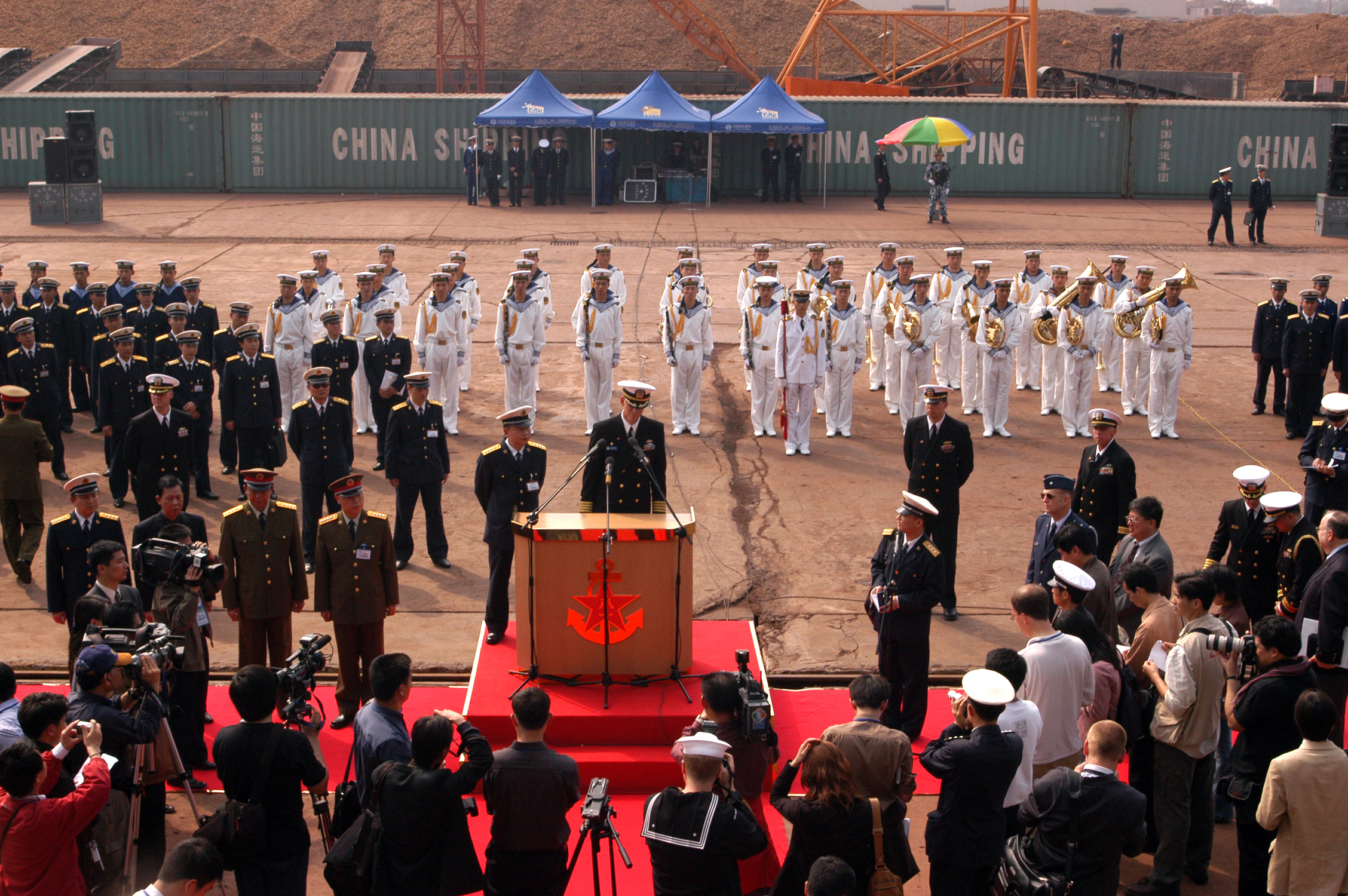
湛江市為南海艦隊司令部所在地

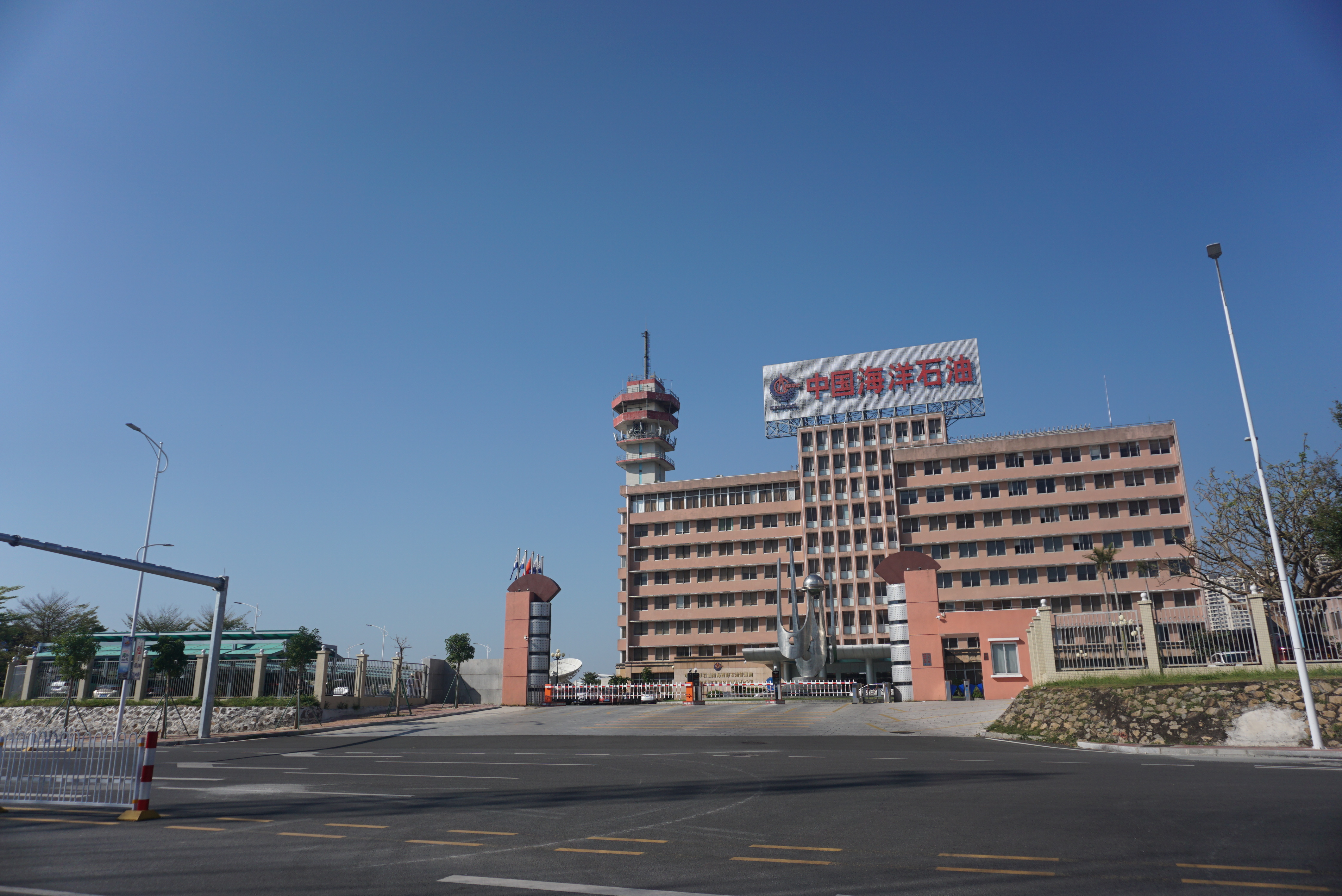
一座位于坡头区的中国海洋石油大楼

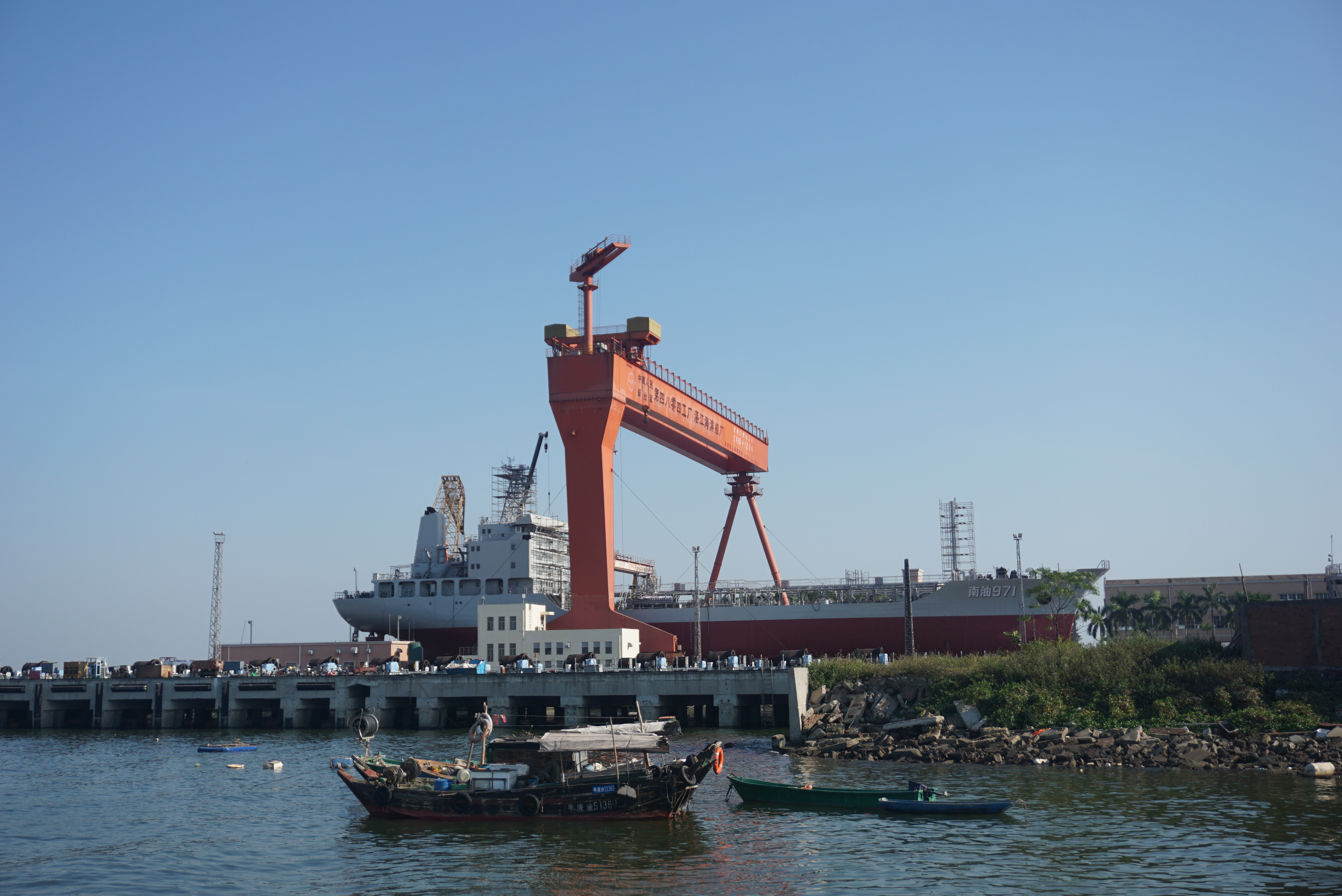
湛江某处船坞内的一艘船舶

湛江是广东省的农业大市，农林牧渔业总产值为全省第二位。湛江是全国重要的甘蔗生产基地、全国最大的菠萝生产基地。全市对虾养殖面积30多万亩，年产量6万多吨，占广东省的60%以上。

### 工业
钢铁、石化、造纸三大产业为湛江的工业支柱，三大产业工业总产值在2017年突破千亿元。其中，钢铁产业为龙头产业，宝钢湛江钢铁基地是华南规模最大的现代钢铁制造业基地。石化产业是全市规模体量最大的产业，以中科炼化、中海油湛江分公司、东兴石油公司为主力，投资100亿美元兴建的巴斯夫（广东）一体化基地建成后将成为亚洲重要的能源基地之一。造纸产业以湛江晨鸣浆纸、冠豪高新纸业和中国纸业三大造纸项目为骨干，目标为打造世界一流造纸产业基地。

### 商业
2007年，市社会消费品零售总额382.16亿元。
2019年，全年全市实现社会消费品零售总额1839.50亿元，增长8.4%。

### 金融业
湛江金融业总体规模位居粤东西北地区首位。本土城市商业银行广东南粤银行为湛江最大的金融机构，2020年在湛贷款余额排名全市第一，存款余额排名全市第三，缴税占全市金融机构的一半以上。湛江农商行及雷州农商行、遂溪农商行、徐闻农商行、廉江农商行、吴川农商行资产规模突破1000亿元。

### 外貿
2007年，外貿出口總額是14.6億美元，增長19.1%。
2019年，全市外贸进出口总值413.8亿元 同比增长9.7％。

## 交通

### 公路

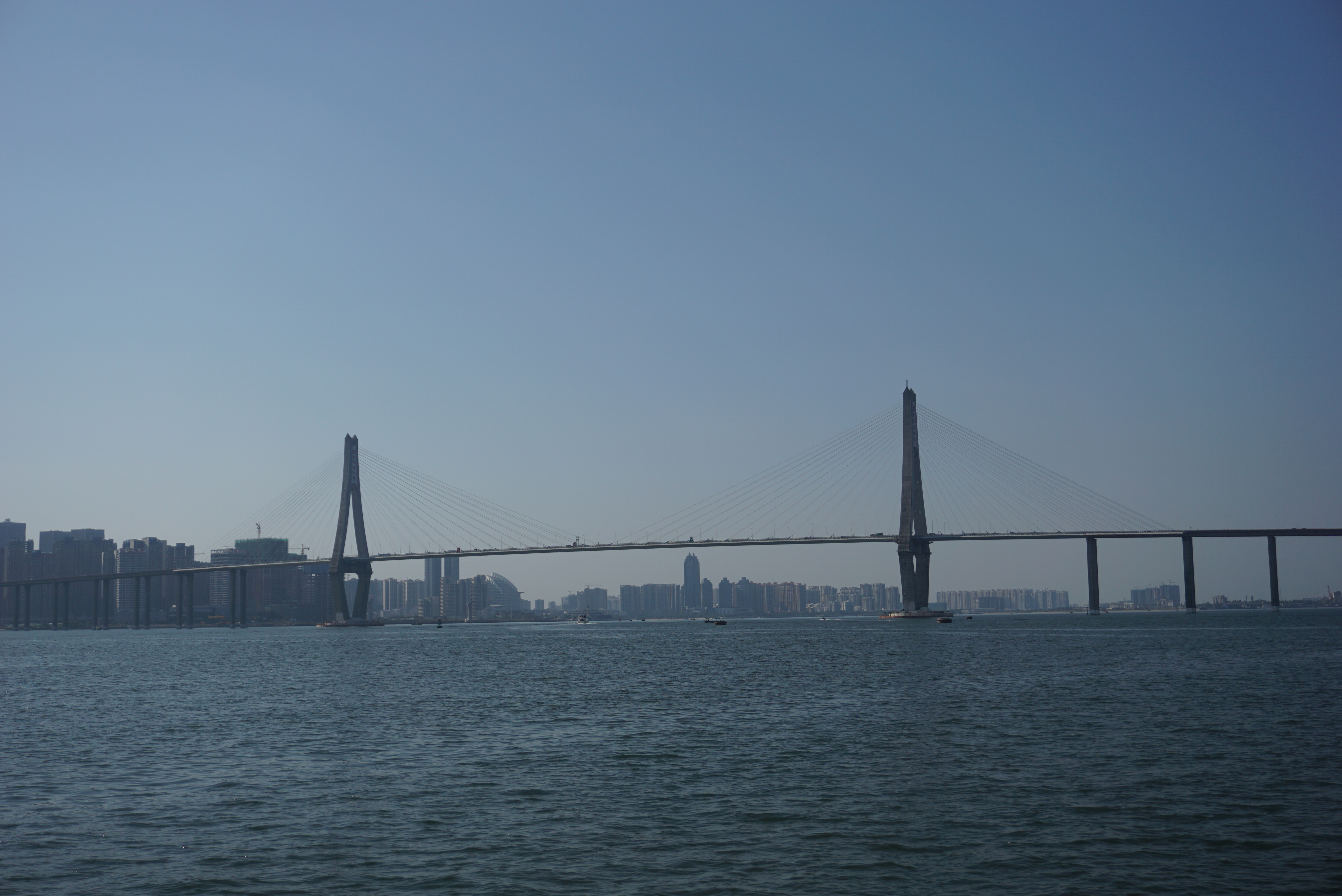
湛江海湾大桥，摄于海上

湛江早期的陆路交通，基本上是牛车路或古驿小道。法国租借广州湾后，1910年将西营（今霞山）至赤坎的牛车路改扩建为马车道，1913年将马车道再扩建为汽车道，西赤路（现椹川大道）成为粤西最早的一条公路。
现辖区内过境干线有 207国道、 228国道、 325国道，高速公路有 沈海高速、 兰海高速、 汕湛高速、 化廉高速。

### 铁路

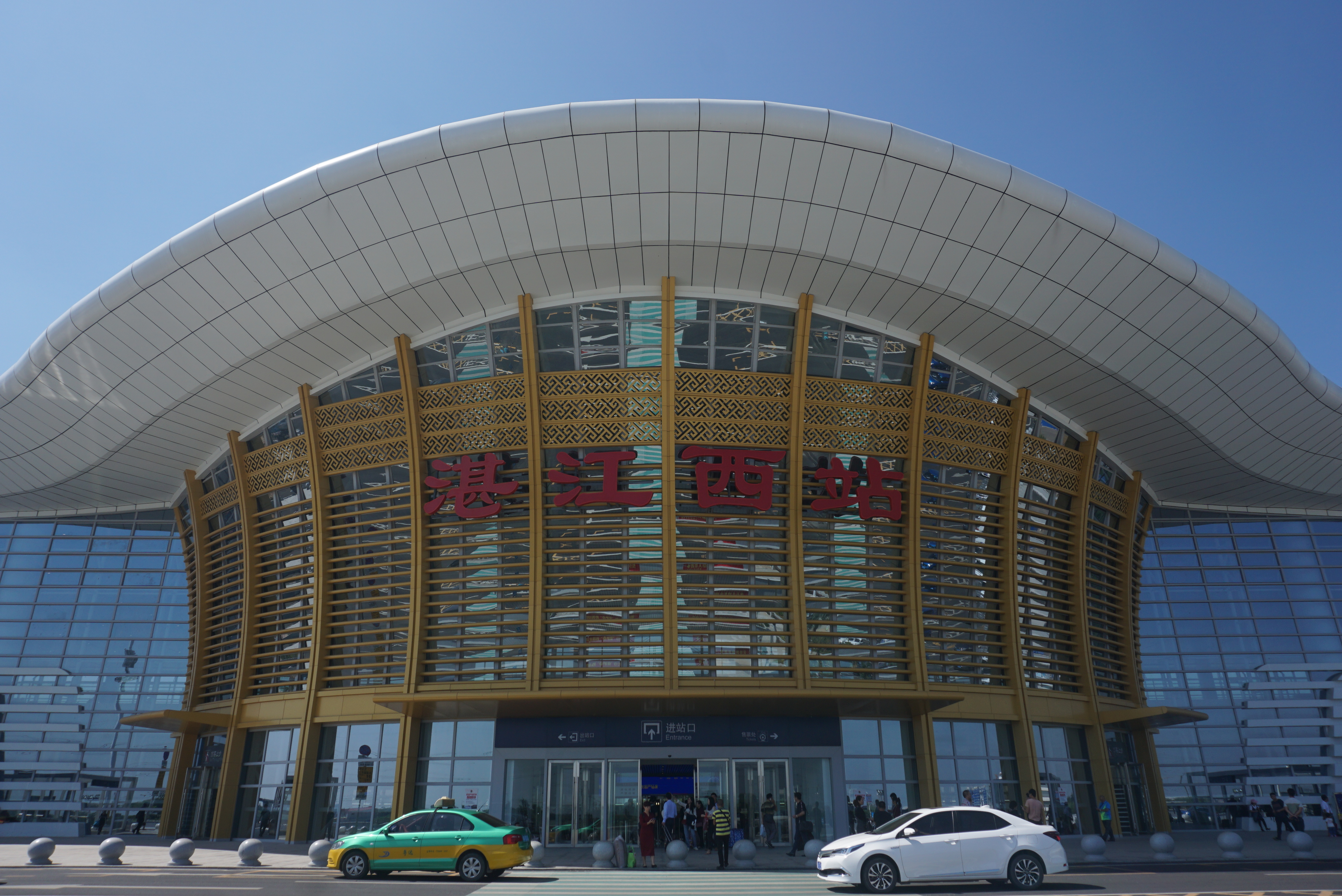
湛江西站进站口

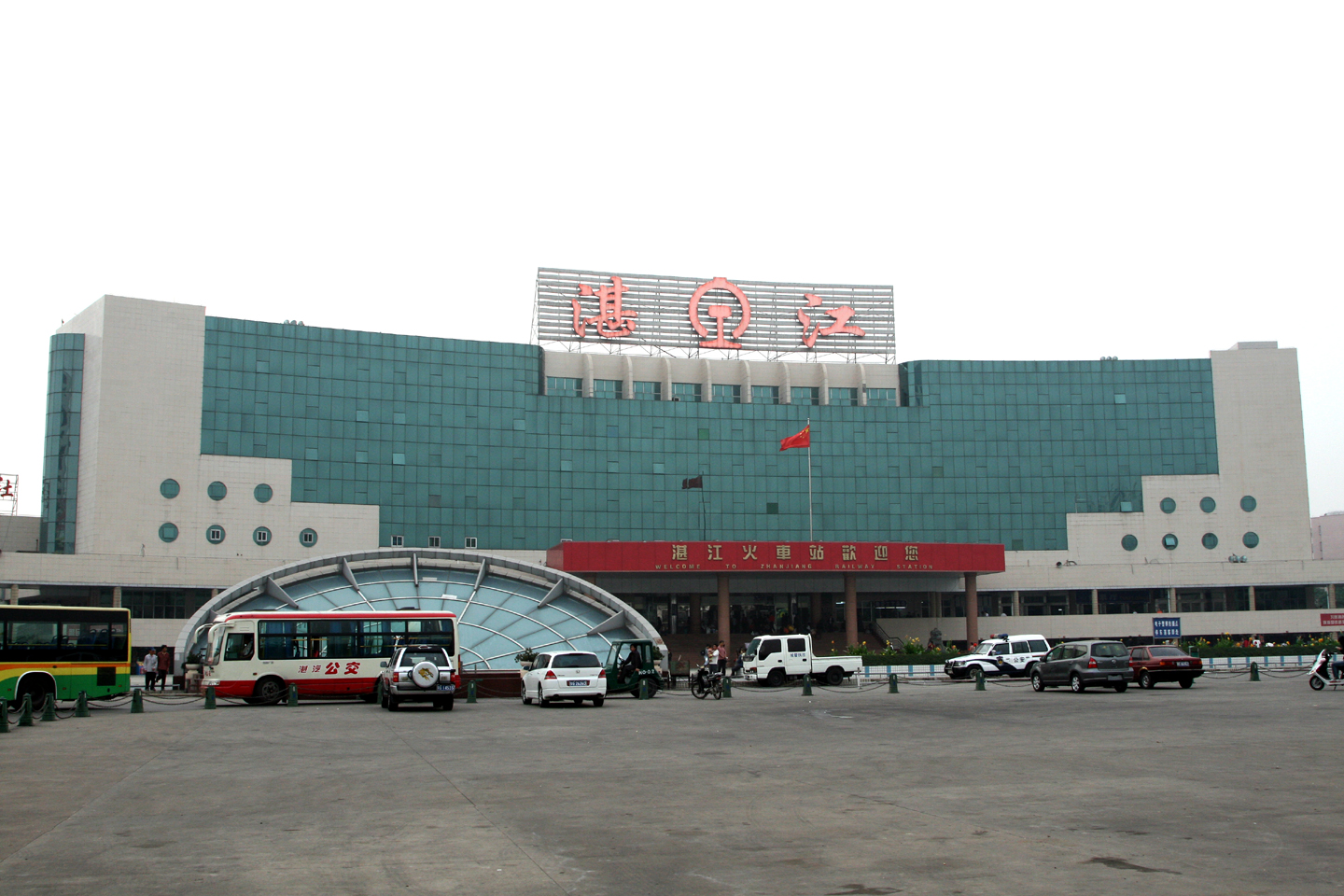
湛江火车站

共有五條鐵路經過湛江市，分別是黎湛铁路、深湛铁路、洛湛铁路、合湛铁路和粤海铁路。湛江市区有兩個火車站，分別是湛江火车站和湛江西站：湛江火车站屬於黎湛铁路、洛湛铁路、合湛铁路；湛江火车西站屬於粤海铁路、深湛高铁江湛線。

### 航空
湛江吴川机场是目前粤西地区唯一的民用机场，已于2022年3月24日正式啟用，取代原有的湛江机场。

### 港口

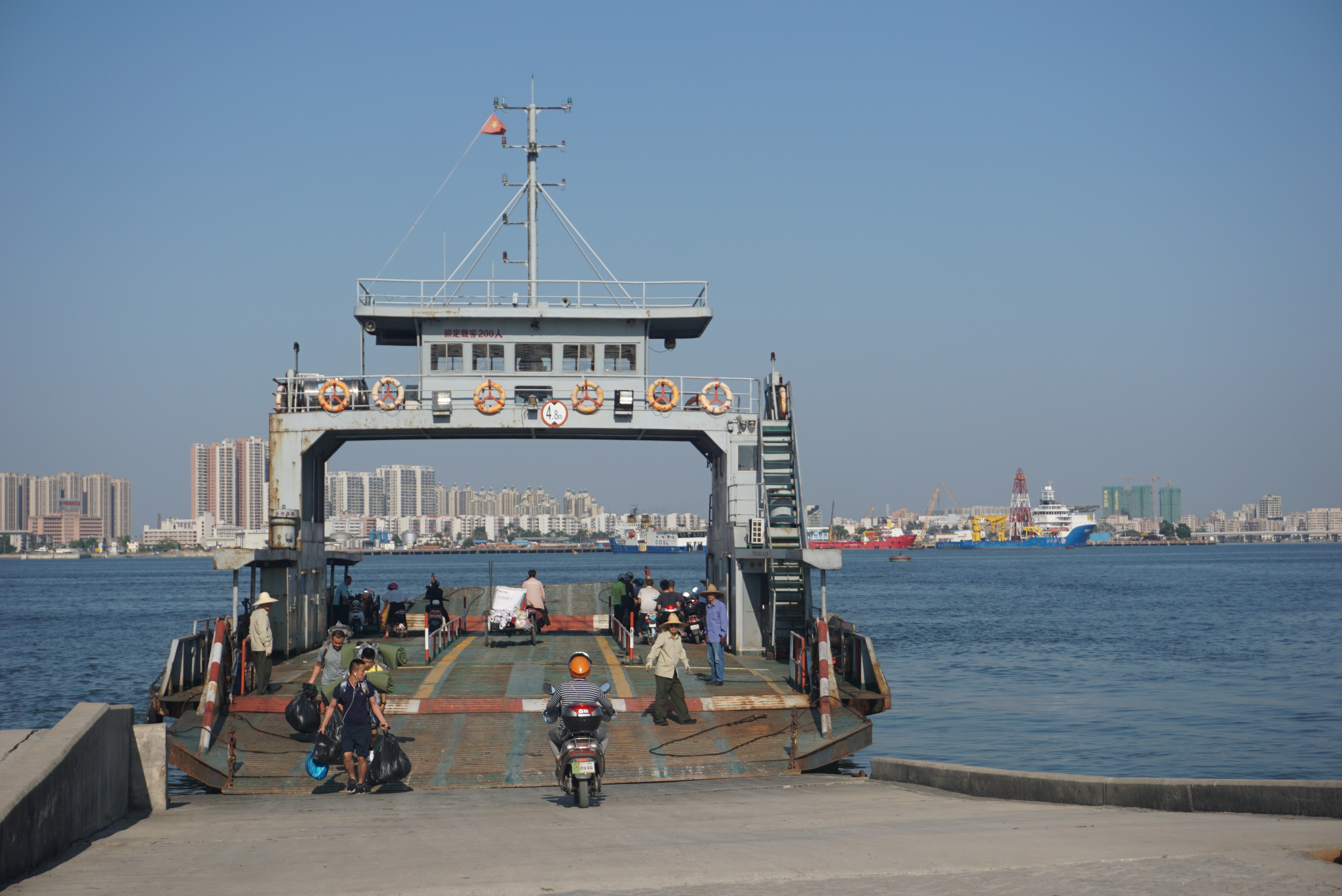
湛江渡口往坡头的汽车渡轮，海湾大桥开通后作为战备渡口继续使用

湛江港启用于1956年，是中华人民共和国成立后自行设计和建造的第一个现代化深水港口。2008年12月24日，成功实现亿吨大港目标。完成货物吞吐量1.0215亿吨，成为中国第十五个亿吨大港，也是中国西南沿海港口群中的唯一亿吨大港。
渡轮：徐闻县海安镇-海南省海口市、湛江渡口往返坡头、徐闻海安港、粤海铁路北港、徐闻海安新港码头、徐闻港码头發往海口

### 公交車

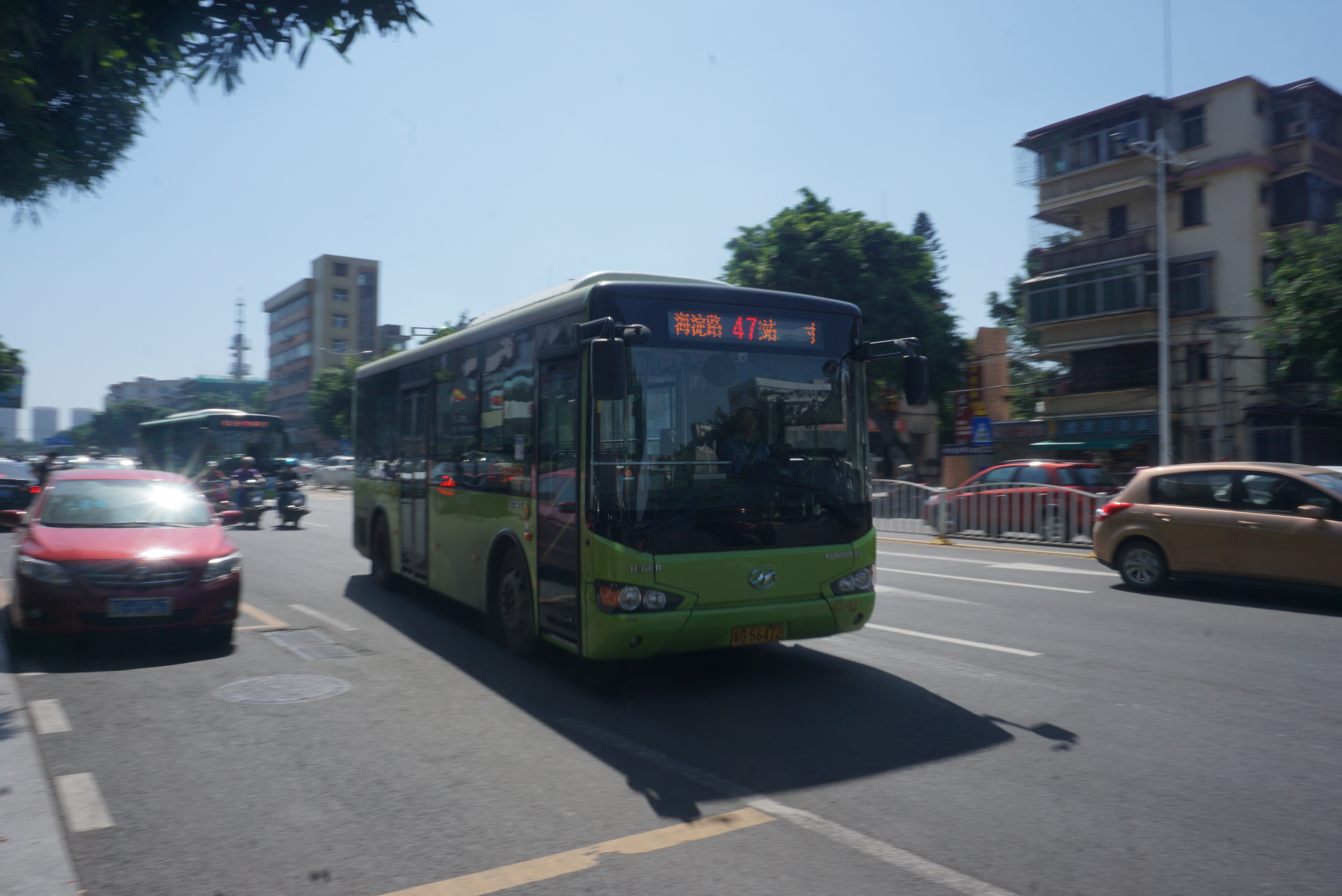
湛江的公共汽车

市区内约有200个公交車站点 ，58条公交車路线。湛江通是非接触式智能IC卡，刷卡只需要0.5秒，使用范围基本覆盖全部使用一次性收费的市区公交車线路。2010年10月15日，10人座小型公交车试运行。
全市客运班线252条，行政村客运路线121条，乡镇路线客运路线通达率100%；有1025个行政村通班车，行政村客运路线通达率达68%。

### 出租车
湛江市出租车起步价为7元/2公里，超出2公里后每公里2.3元，载客行驶达15公里后，计价器自动加收50%空驶费；每天晚上11时至次日凌晨5时30分期间，超出2公里后在公里租价基础上提高20%；等候费(包括交通拥挤)每分钟0.4元；行经收费桥梁、公路、渡口等费用由乘客支付(行经已纳入机动车辆路桥通行费年票的道路设施则不须付费)。车辆行驶满2公里后，按每218米跳表一次；车辆候车停泊时间每2分30秒跳表一次。

## 旅游

### 全国重点文物保护单位
- 雷祖祠
- 硇洲灯塔
- 唐氏墓群
- 广州湾法国公使署旧址和法军指挥部旧址

### 特色文化
湛江的特色文化为红土文化。主要有吴川飘色，东海岛人龙舞，雷州石狗，雷剧，粤剧，遂溪醒狮。

### 著名旅游景点
湛江八景：
1. 东海旭日（东海岛）
2. 湖光镜月（湖光岩国家地质公园）
3. 长廊观海（观海长廊）
4. 寸金浩气（寸金公园）
5. 硇洲古韵（硇洲灯塔）
6. 南亚奇园（南亚热作所植物园）
7. 南三听涛（南三岛）：自古以来便是水土肥美、让候鸟眷恋的一方净土。八十多千米长的海岸线延绵围绕着一百多平方千米的陆地。拥有阳光、沙滩、大海、森林、名胜的东海岸，是镶嵌在漂亮的南三岛上的明珠。
8. 港湾揽胜（湛江港）

其他：
- 龙海天[41]
- 湛江红树林国家级自然保护区[42]
- 鹤地水库[43]

### 大型公园

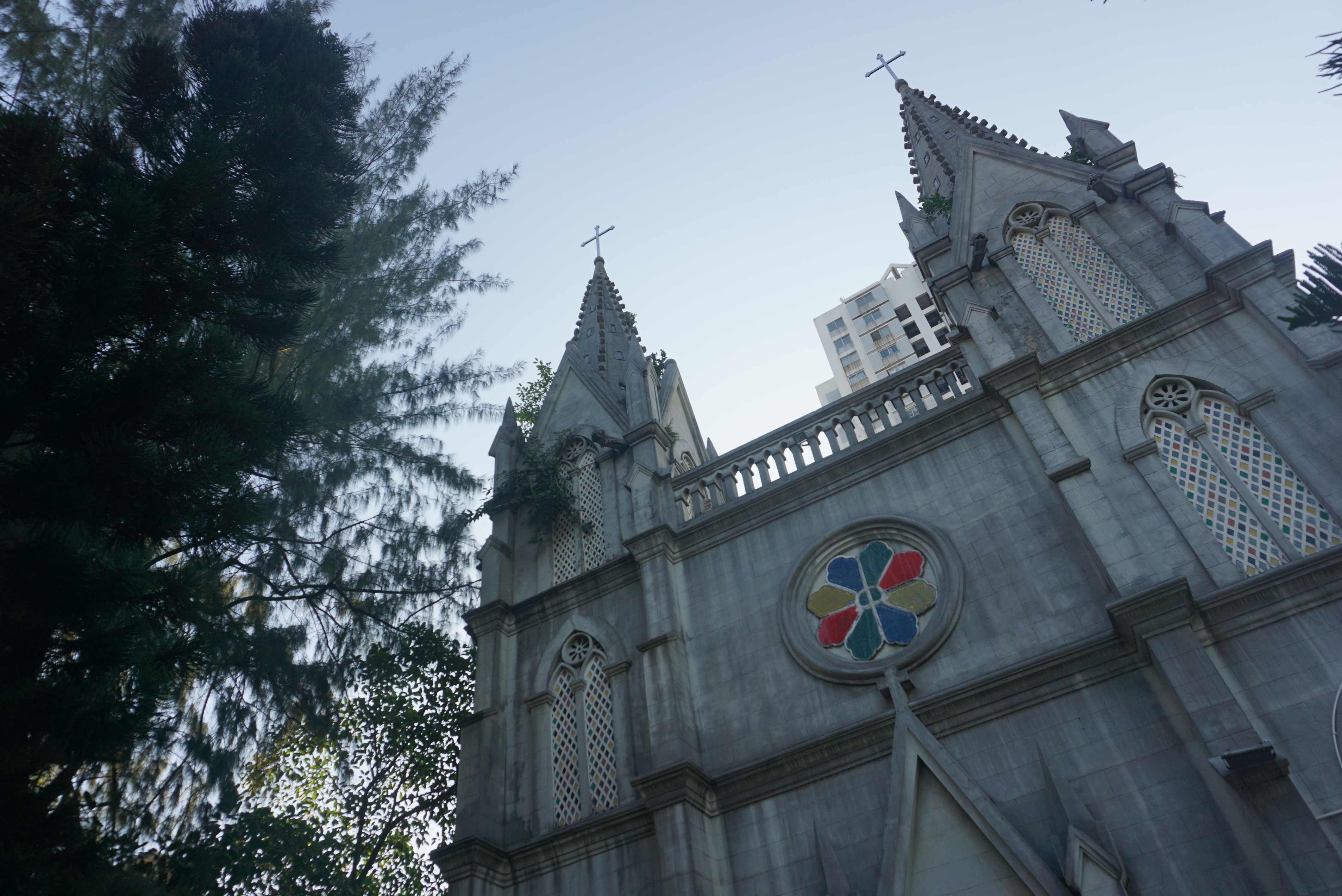
位于霞山的维多尔天主教堂（Cathedral of St. Victor）

- 南桥公园[44]、北桥公园[45]
- 海田公园[46]
- 南国热带花园[47]
- 中澳友谊花园[48]
- 赤坎金沙湾观海长廊[49]
- 湛江海滨公园[50]
- 渔港公园[51]
- 霞湖公园[52]
- 绿塘河湿地公园[53]

### 古迹
湛江市区的古迹有硇洲灯塔（全国重点文物保护单位）、广州湾法国公使署旧址（省级文物保护单位）、广州湾法国警察署旧址、维多尔天主教堂（霞山天主教堂）、东方汇理银行旧址、霞山福音堂、广州湾商会会馆、亁塘陈氏大宗祠（省级文物保护单位）、新坡村广济桥（省级文物保护单位）。

### 体育文化品牌
2015年，湛江承办广东省第十四届运动会。 湛江的体育事业以跳水著名。
- 湛江海上国际龙舟邀请赛[56]

### 旅游形象大使
2010年12月17日第37届世界旅游小姐全球总决赛颁奖晚会在广东湛江体育馆举行，冰岛选手“Jenny”获得“MTI全球总决赛冠军”、“最佳形象奖”，并成为“湛江市旅游形象大使”。

## 教育

### 发展情况
截止到2017年，全市共有幼儿园1967所（公办745所、民办1222所），小学780所，普通初中学校227所，普通高中学校82所，各类中等职业教育学校66所，高等教育院校7所。
2016年5月，湛江市被广东省人民政府授予“广东省教育强市”称号。

### 高等学校
截止到2017年，全市共有高等教育院校7所。
| 名称                     | 创建日期 | 占地面积          | 前身                     |
| ------------------------ | -------- | ----------------- | ------------------------ |
| 广东海洋大学             | 1935年   | 4892亩            | 广东省立高级水产职业学校 |
| 广东医科大学             | 1958年   | 227亩（湛江校区） | 中山医学院湛江分院       |
| 岭南师范学院             | 1904年   | 近1000亩          |                          |
| 岭南师范学院基础教育学院 | 2009年   |                   | 湛江教育学院             |
| 湛江科技学院             | 1999年   | 1622亩（新校区）  |                          |
| 湛江幼儿师范专科学校     | 1925年   | 592亩（主校区）   | 廉江县立师范学校         |
| 广东文理职业学院         | 2012年   | 1590亩            |                          |

### 中学
湛江市有湛江第一中学、湛江市第二中学、湛江市第四中学、湛江市第五中学、湛江市第七中学、湛江市第九中学、湛江农垦实验中学、湛江市霞山区实验中学等中学。

### 小学
湛江市有湛江市第二十一小学、湛江市第一小学、湛江市第七小学、湛江市第九小学、湛江市第十小学、湛江市第十二小学、湛江市第十四小学、湛江市十八小学、湛江市第二小学、湛江市第二十二小学、湛江市第三十一小学、湛江市第二中学小学部、湛江市实验中学小学部、湛江市第六中学小学部、湛江市第八中学小学部、湛江市第十中学小学部、湛江市第十二中学小学部、湛江市第十四中学小学部、湛江市第二十中学小学部、湛江市第二十二中学小学部、湛江市第二十四中学小学部等小学。

## 物产
湛江海鲜驰名省港地区。对虾、名贵鱼类、蚝、珍珠、鲍鱼等海产珍品的养殖规模较大，对虾、珍珠养殖产量连续多年为全国之冠，大批优质海产品畅销广州、深圳、珠海等地，并出口香港、澳门、日本、韩国、美国、欧盟等国家和地区。湛江海产品之丰富闻名遐尔，其新鲜、质优、价廉，湛江市人们品尝海鲜、购买海产品的理想之地，近年来有“要吃海鲜到湛江”之说。2010年湛江喜获“中国海鲜美食之都”殊荣。

海鲜：烤对虾、芷寮蟹湯、龙虾三吃、海蜇苦瓜、烤鳓鱼排、清蒸黄花鱼、清蒸花鳝、海参什錦湯、东风螺炒江瑶柱

名菜：湛江鸡

特色小吃：猪肠粉，炒粉，拉粉，鸭仔饭，沙虫，泥丁，紫茎番薯，白切狗，牛杂，烧蚝，番薯粥
- 湛江海产品：湛江是全国唯一获得“中国海鲜美食之都”称号的城市，海产品享誉海内外。湛江海鲜驰名省港澳，新鲜、质优、价廉是它的特点，这使得湛江成为人们品尝海鲜、购买海产品的理想之地，有“要吃海鲜到湛江”之说，这里有南方规模较大的海产品交易市场---南方国际水产交易中心。同时，湛江也是名贵海鲜鲍鱼、龙虾的主要产地，产品远销港澳、日韩及东南亚。主要海鲜名产如下：
  - 官渡蚝：位于坡头区的官渡镇地理位置优越，是五里山港旁的天然海滩，生蚝吊养在无污染、无公害的原生态海域中，养殖出来的生蚝肉质鲜嫩肥美，口感清甜无渣、爽滑，可制作多种多样的生蚝食品；是目前原生态海鲜产品种类中，唯一无人工投料养殖的生态生蚝。
  - 湛江虾：湛江海域宽广，港湾众多，沿海各地都产虾，不存在“物以稀为贵”。虾是湛江人常用的菜料，早晚菜市都有出售，也是饭桌上常见之菜式。湛江产的南美白对虾优质，年销售量占全国三分之二，其中大部分出口。有人测算中国市场每三条虾就有一条湛江虾，而美国人的餐桌每5条虾，就有一条来自湛江。特别是在2005年的国际虾战中，湛江虾胜出首获美国零关税，身份靡然。在虾的市场，湛江虾举足轻重，一直被商家看好，也使湛江虾市场这块蛋糕越做越大。除了南美白对虾，湛江还盛产花虾，比较名贵的品种是金须。
  - 虾蛄（或称皮皮虾）：湛江人所说的虾蛄即广州人说的濑尿虾，在湛江沿海昔日比比皆是，历史上曾拿来喂猪养鸭，是“下里巴人”。近年来，人们在烹饪上大造文章，使濑尿虾戴上光环，成为著名的水产类美食。昔日烂贱，今日高贵，大都市的最豪华宾馆酒楼，有濑尿虾的菜牌，高级的宴席有濑尿虾的菜谱，价格倍增。因其有虾蟹合一的美味，很受食客青睐，故在虾族中地位上升。湛江的濑尿虾异军突起，在虾的市场中也占有重要的一席。
  - 硇洲鲍鱼：位于湛江港湾的硇洲岛盛产味道鲜美、肉质嫩滑、营养丰富，素有“餐桌上的软黄金”之称的硇洲鲍鱼，鲍鱼以加工形态有“干鲍鱼”和“鲜鲍鱼”之分；“干鲍鱼”又分“淡干鲍”和“咸干鲍”两种；品尝“干鲍鱼”以“淡干鲍”为好，是要求它品质优良，个头厚大肉质的丰腴与汁液的甘美清香；而品尝“鲜鲍鱼”则讲求鲍鱼的新鲜和美味的肉质，以每年的5月份最肥美，而在10、11月份肉较瘦。
  - 硇洲龙虾：硇洲除了盛产鲍鱼，还盛产龙虾。龙虾是海中最大型的爬行虾类，美味珍奇稀罕，视为虾中“真龙天子”，身价百倍。湛江的龙虾，驰名远近，特别是硇州龙虾，过去在香港，被列为正宗龙虾。龙虾生活在深海，捕捉困难生长期漫长，幼虾到成虾，需5—7年，产量低，价格高，成了“阳春白雪”，使人可望而不可及。
  - 芷寮蟹：湛江东连南海，西枕北部湾岸线漫长海域广阔，滩涂众多，是蟹的良好栖身之地，自古以来盛产优质名蟹。湛江的海蟹与江南的淡水大闸蟹，平分秋色，各领风骚。湛江吴川的芷寮米蟹，在宋代已视为蟹中上品，产于蟹的养份充沛的吴川吴阳江海交汇的芷寮，以腿粗肉厚，膏满脂丰而著称，是中国四大名蟹之一。
  - 民安灶蟹：麻章区太平镇和东海岛民安镇的灶蟹也闻名遐迩，饮誉海外。湛江人称蟹洞为灶，这类蟹均在洞中捕捉，故称“灶蟹”。太平、民安的灶蟹，肥、香、鲜、脆，多为“双衣”“重壳”，味道别具一格，特别是具有“长命”的特点可活生生运到京城，历来被列为朝廷贡品。湛江流传不少贡蟹的故事，雷州府白鸽寨武官劳守备误期押蟹到京；进士陈瑸违旨侍病母迟晋京授职，均借助赶蟹上路保其鲜活为名，巧脱欺君之罪，免于一死。故事除讴歌智慧外也反映了本地贡蟹品牌。
  - 江瑶柱：位于遂溪西部沿海的草潭、江洪是北部湾著名的渔港，盛产江瑶柱。江瑶柱属蚌类，因其形如牛耳称牛耳螺，壳薄肉厚，肉质鲜嫩美味可口是海中珍品。其中又以草潭江瑶柱为上品，肉更鲜更嫩味道更胜一筹。以草潭江瑶柱制成的干品，味醇、无渣、爽口、压之易散开。
  - 鱿鱼丝：湛江产的鱿鱼丝与其他沿海地区不同，相较于舟山鱿鱼丝，湛江鱿鱼丝偏干，口味偏咸。

- 农产品：水稻、甘蔗、橡胶、剑麻、香茅、咖啡、红江橙、菠萝、西瓜、香蕉、龙眼、荔枝、芒果、火龙果、大樹菠蘿
- 矿产：金、银矿、金红石、钛铁矿、锆英砂、石灰石、高岭土、硅藻土、膨润土、花岗石、瓷土、石墨、天然气。
- 湛江海水珍珠：湛江珍珠具有悠久的历史，品质优良，早在古代海上丝绸之路时已是重要的贸易产品。湛江的海水珍珠又称南珠，是以马氏珠母贝产出的珍珠。由于湛江的北部湾得天独厚的地理环境，养育出来的南珠圆润、细腻、色彩瑰丽。湛江的南珠以粒大、圆润、光彩迷人，被誉为国之瑰宝驰名世界。而且国际珠宝业界历来就有“东珠不如西珠，西珠不如南珠”之说。珍珠还是名贵的药物，《本草纲目》中介绍：“珍珠粉涂面，令人润泽好色”。珍珠还有镇静、安神、化痰的功效。湛江的珍珠生产主要分布在雷州、徐闻、遂溪等县(市)沿海地区的10个乡镇，珍珠养殖面积5.38万亩年产珍珠20多万吨，有4.5万人从事珍珠产业总产值10多亿元。其中流沙珍珠2005年申报国家原产地保护标志成功，可以说湛江市具有养殖南珠的得天独厚自然条件，而且又有位于省内的南珠研究中心为依托，有近40年的人工养殖珍珠的实践经验，自90年代以来，湛江市海水珍珠贝苗年产量占全国的90%以上，海水珍珠（南珠）年产量约占全国70%，海水珍珠年加工、销售占全国70%以上。

## 媒体
| 城市电视、广播 | 报刊       | 主流网站   | 杂志   |
| -------------- | ---------- | ---------- | ------ |
| 湛江广播电视台 | 湛江日报   | 湛江文学   |        |
|                | 湛江晚报   | 湛江新闻网 |        |
|                | 湛江科技报 |            | [ 62 ] |

## 友好城市

### 国内
- 四川省成都市
- 云南省昆明市
- 贵州省贵阳市
- 湖南省长沙市
- 海南省海口市
- 贵州省六盘水市
- 湖北省鄂州市
- 黑龙江省牡丹江市
- 河南省漯河市
- 湖南省益阳市
- 湖南省永州市
- 黑龙江省齐齐哈尔市
- 辽宁省抚顺市
- 陕西省铜川市
- 贵州省遵义市
- 云南省曲靖市
- 新疆哈密地区
- 广西壮族自治区防城港市
- 甘肃省定西市
- 辽宁省营口市

### 国外
- 凯恩斯---代表建筑：中澳友谊花园
- 俄羅斯 谢尔普霍夫
- 南非 伊莱姆比[63]
- 美国 大西洋城
- 杰拉尔顿 （杰尔顿） [64]
- 马来西亚 古晋南市

## 荣誉称号
湛江历来以环境优美而著称，旅游资源得天独厚。早在1959年湛江就获得了“花园城市”的称号，此后又获得过许多赞誉。例如邓小平曾说“北有青岛，南有湛江”，湛江因而得名“南方的青岛”。中華人民共和國總理周恩来称赞湛江“房子建在树林中，既幽静，又雅致”，像个“小巴黎”。中國人民解放軍元帥陈毅赞美湛江“冬犹暖，秋如夏，凉风动，炎氛化”，是“东方日内瓦”。作家冰心、艾青在湛江分别留下《湛江十日》、《湛江，夹竹桃》等散文佳作。
2014年，湛江承办首届中国国际海洋经济博览会和中国国际水产博览会。
| 荣誉称号             | 获奖时间 | 颁奖机构                                                                   |
| -------------------- | -------- | -------------------------------------------------------------------------- |
| 国家园林城市         | 2006年   | 中华人民共和国建设部                                                       |
| 中国优秀旅游城市     | 2005年   | 中华人民共和国国家旅游局                                                   |
| 全国双拥模范城市     |          | 中国双拥工作领导小组、中华人民共和国民政部、中国人民解放军总政治部共同颁发 |
| 广东省卫生城市       |          | 广东省卫生厅                                                               |
| 全国一类市           | 1995年   | 中华人民共和国国务院                                                       |
| 中国十大休闲城市     | 2007年   | 中国休闲产业经济论坛                                                       |
| 中国城乡建设范例城市 | 2010年   | 中国城乡建设发展论坛                                                       |
| 中国海鲜美食之都     | 2010年   | 中国烹饪协会                                                               |
| 中国对虾之都         | 2010年   | 中国水产流通与加工协会                                                     |
| 中国十佳绿色城市     | 2010年   | 第三届中国绿色发展高层论坛                                                 |